# Paraheptagyia cinerascens
Paraheptagyia cinerascens är en tvåvingeart som först beskrevs av Edwards 1931.  Paraheptagyia cinerascens ingår i släktet Paraheptagyia och familjen fjädermyggor. Inga underarter finns listade i Catalogue of Life.